# Cryptoheros
Genre
Cryptoheros est un genre de poissons de la famille des Cichlidae. Ce genre est endémique de l'Amérique centrale et du sud du Mexique. Le genre contient actuellement 9 espèces. Il comprend des espèces auparavant incluses dans le genre Archocentrus. L'espèce appelée communément Cichlasoma nigro a parfois été placée dans le genre Cryptoheros, mais elle est maintenant considérée comme un membre du genre Amatitlania.

## Liste des espèces
Selon Fishbase, :
- Cryptoheros altoflavus Allgayer, 2001
- Cryptoheros chetumalensis Schmitter-Soto, 2007
- Cryptoheros cutteri (Fowler, 1932)
- Cryptoheros myrnae (Loiselle, 1997)
- Cryptoheros nanoluteus(Allgayer, 1994)
- Cryptoheros panamensis (Meek & Hildebrand, 1913)
- Cryptoheros sajica (Bussing, 1974)
- Cryptoheros septemfasciatus (Regan, 1908)
- Cryptoheros spilurus (Günther, 1862)

et au moins une espèce non encore décrite :
- Cryptoheros sp. Honduras[5] - ou (Cryptoheros sp. "Honduran red point")